# Janne Lucas
Janne Lucas, pseudonimo di Jan Lars Persson (Göteborg, 3 ottobre 1947), è un cantautore e pianista svedese.

## Discografia

### Album in studio
- 1973 – Grand Piano
- 1977 – Ad lib
- 1978 – Born to Rock
- 1978 – Solfeggietto
- 1981 – Rocky Mountain
- 1982 – Boeves psalm

### Raccolte
- 1979 – Ballade pour Adeline
- 1980 – Växeln hallå
- 1980 – Greatest Hits Vol. 1
- 1981 – Greatest Hits Vol. 2
- 1997 – The Best of Janne Lucas